# José Manuel Casado
Pour les articles homonymes, voir Casado.
José Manuel Casado Bizcocho est un footballeur espagnol, né le 9 août 1986 à Coria del Río. Il évolue au poste d'arrière gauche.

## Biographie
Le 27 août 2015 il rejoint le club anglais Bolton Wanderers.

## Palmarès
Vierge